# WECA
WECA (Wireless Ethernet Compatibility Alliance или другими словами Wi-Fi Alliance) — альянс совместимости беспроводного оборудования Ethernet. 
Wi-Fi Alliance — объединение крупнейших производителей компьютерной техники и беспроводных устройств Wi-Fi. Альянс разрабатывает семейство стандартов Wi-Fi-сетей (спецификации IEEE 802.11) и методы построения локальных беспроводных сетей.
Этот альянс представляет собой промышленную группу, в которую входят все основные производители беспроводного оборудования Wi-Fi.
Их задачей является тестирование и гарантия возможности совместной работы в одной сети беспроводных сетевых устройств всех составляющих членство компаний, а также продвижение сетей 802.11 как всемирного стандарта для беспроводных сетей.
Дважды в год альянс проводит «анализ совместимости», при котором инженеры многих фирм-производителей подтверждают, что их оборудование соответствующим образом будет взаимодействовать с оборудованием других поставщиков. Сетевое оборудование, имеющее логотип Wi-Fi, сертифицировано как соответствующее релевантным стандартам и прошедшее тесты на взаимодействие.

## История
В 1999 году пионеры беспроводных технологий 3Com, Aironet (ныне Cisco), Harris Semiconductor (сейчас Intersil), Lucent (Agere), Nokia и Symbol Technologies основали альянс Wireless Ethernet Compatibility Alliance (WECA) и зарегистрировали свою новую технологию под маркой Wi-Fi. Основной задачей этой организации является разработка, тестирование и сертифицирование, а также поддержка и продвижение форматов беспроводной связи Wi-Fi. В 2000 году WECA была переименована в Wi-Fi Alliance и основала штаб-квартиру в Остине, Техас.
На сегодняшний день альянс объединяет свыше 320 компаний, работающих в области беспроводных технологий.